# Seznam gruzinskih pesnikov
Seznam gruzinskih pesnikov.

## A
Aleksander Abašeli
Iraklij Abašidze

## B
Nikoloz Baratašvili - Besiki -

## C
Akakij Cereteli - Giorgi Cereteli (pisatelj)

## Č
D. Čarkviani - Ilia Čavčavadze -

## D
Nodar Dumbadze (pisatelj)

## G
A. Gomiašvili

## H
B. Haranauli

## I
Šota Iatašvili

## J
Paolo Jašvili -

## K
A. Kalandadze - N. Kandelaki, L. Kiačeli (pisatelji) - 
Davit Kldiašvili (1862-1931) (pisatelj in dramatik)

## L
Šota Latašvili

## M
Muhan Mačavariani

## N
Š. Nišnianidze

## O
Grigol Orbeliani -

## P
Moris Pochišvili - Važa Pšavela -

## R
Šota Rustaveli -

## S
L. Sturua

## T
Galaktion Tabidze - Tician Tabidze -